# Covacipeter, Harghita
Covacipeter (în maghiară Kovácspéter) este o localitate componentă a municipiului Gheorgheni din județul Harghita, Transilvania, România. Cătunul – străbătut de DJ125A, se află pe cursul superior al Oltului în proximitatea Trecătorii Oltului.
 Acest articol despre o localitate din județul Harghita este deocamdată un ciot. Puteți ajuta Wikipedia prin completarea lui.